# 볼리우드

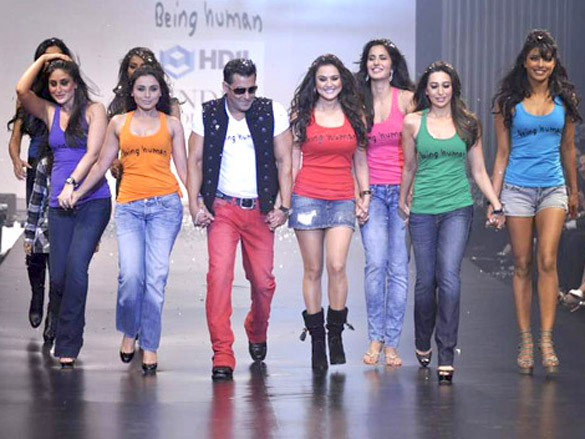
볼리우드의 배우들

볼리우드(힌디어: बॉलीवुड, 우르두어: بالیوڈ)는 인도의 인기있는 영화 산업을 일컫는 비공식 이름이다. 
볼리우드는 봄베이(Bombay, 뭄바이의 옛 영어 지명)와 할리우드(캘리포니아의 Hollywood, 미국 영화 산업의 중심지)의 합성어로 서구 미디어에 의해 처음 사용되었다. 언어 순수주의자들은 이 용어가 인도 영화 산업을 천박한 할리우드처럼 보이게 한다고 이 용어의 사용에 거부감을 나타내나 현재 '볼리우드'는 옥스퍼드 영어 사전에도 등재되어 있다. 유사한 용어로 인도와 남아시아의 다른 영화산업을 가리키는 콜리우드(Kollywood, 타밀 영화), 톨리우드(Tollywood, 텔루구 영화), 롤리우드(Lollywood, 라호르 영화), 달리우드(Dallywood, 다카 영화) 등의 파생어가 있으며, 인도는 아니지만 나이지리아의 영화산업을 놀리우드(Nollywood)라고 일컫기도 한다.
볼리우드는 콜리우드, 마라티 영화 (Marathi cinema), 벵갈리 영화(Bengali cinema), 톨리우드, 말라얄람 영화(Malayalam cinema), 칸나다 영화(Kannada cinema)와 함께 인도의 영화 산업을 이룬다. 인도에서의 영화 생산 편수와 티켓 판매량은 세계 최고이다.
볼리우드의 영화는 인도 뿐만 아니라 남아시아, 중동, 아프리카, 동남아시아의 문화에서도 중요한 위치를 차지한다. 또한 세계 곳곳으로 이주한 남아시아 사람들에게도 인기가 있는데, 특히 남아시아 이주자가 많은 영국, 캐나다, 오스트레일리아, 미국에서 그렇다.
볼리우드 영화의 대사는 힌디어와 우르두어 사용자들 모두에게 이해될 수 있도록 정제된 힌두스탄어를 쓰지만, 편의상 "힌디 영화"라고 불리는 경우가 많다. 이 문제는 힌디어, 우르두어, 힌두스탄어 사용자 사이에 심각한 논쟁거리이다. 이 밖에 영화 노래, 대사에서 영어 사용이 증가하고 있고, 심지어는 대사의 전체 문장이 영어인 경우도 있다. 적잖은 수의 영화들이 두세 가지 언어로 만들어지고 있으나 전체 제작 편수와 비교하면 소수이다.

## 같이 보기
- 놀리우드
- 할리우드